# Coronel Marcelino Maridueña (canton)
Coronel Marcelino Maridueña est un canton d'Équateur situé dans la province de Guayas.